# 三島駅乗客転落事故
三島駅乗客転落事故（みしまえきじょうきゃくてんらくじこ）は、東海旅客鉄道（JR東海）東海道新幹線の三島駅で1995年（平成7年）12月27日に発生した鉄道人身障害事故。東海道新幹線史上初の旅客死亡事故となった。

## 事故の概要

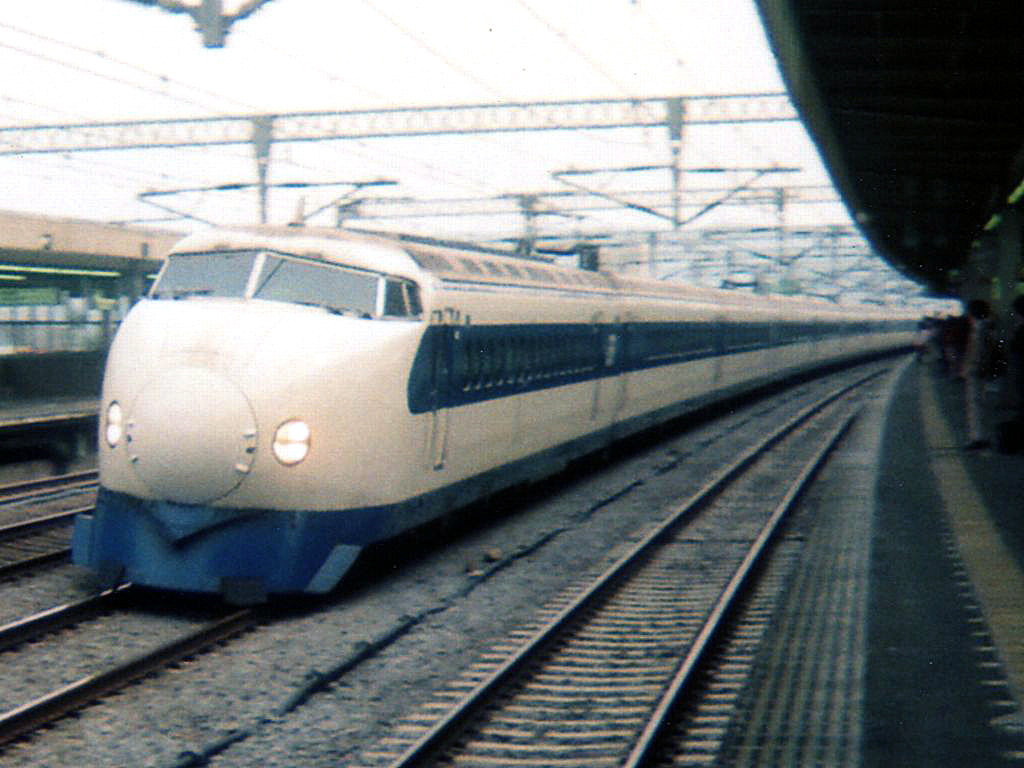
事故を起こした車両と同系の0系（1989年撮影）

東京発名古屋行き「こだま475号」（0系16両編成）は、三島駅でひかり号の追い抜きを待ち合わせるダイヤであったため、18時31分の同駅到着後、3分間の停車をしていた。この間、実家に帰宅する途中であった静岡県富士宮市在住の男子高校生（当時17歳）がホームへ下車し、売店の公衆電話で通話していた。
18時34分0秒、ホームの駅員が発車予告ベルを鳴らしたため、高校生はあわてて自身の荷物を置いていた7号車の自分の座席に戻ろうと6号車後部乗降口に駆け込んだが間に合わず、乗降口にかけた指を閉じたドアに挟まれた。高校生は扉を開けてくれるように合図したが、駅員と車掌はそれに気づかぬまま戸閉正常と認め、運転士は戸閉め知らせ灯の点灯により18時34分50秒（定刻から20秒遅れ）に列車を発車させた。
その後、高校生は指を挟まれたままホームを約90m伴走したのちに転倒、約160m引きずられた後でホーム端からホーム下の軌道敷に転落し、車輪に頭部をひかれて即死した。列車の乗務員は事故に気付かぬまま運行を続けており、事故から5 - 6分経過した沼津市内を走行中に輸送指令からの連絡で初めて事故の連絡を受けた。列車は車両点検を実施した後、そのまま名古屋駅まで運行を続けた。

## 事故の背景
本件事故は、高校生が駆け込み乗車をしようとしたことが直接的な原因であるが、高校生が挟まれていることに乗務員が気づかなかったこと、ホーム上の駅員は高校生がホーム前方で列車と並走する姿を見ながらも見送り客と判断して目を離したことによって、死亡事故の発生を防げなかった。
新幹線の扉に乗客が挟まれたまま車両が動き出す事故は、1985年12月14日に東北新幹線上野駅で、1993年2月28日には山陽新幹線広島駅で、同年11月21日にも東海道新幹線京都駅でそれぞれ発生していたが、それらの教訓は十分に活かされなかった。
車掌は最後部の16両目と、中間8両目の窓から顔を出して出発時の安全確認をする規定があったが、8両目担当の車掌長はその当時緊急性の比較的低い扉の故障に対応するために10号車にいた。車掌長が規定通り8両目の窓から確認していたら、死亡した高校生が指を挟まれていた扉の位置から約30mの近距離であり、事故を防止できた可能性があった。
また、手指ほかの異物が扉に挟まれると抜けなくなるという旧型車両の設計が大きな危険をはらんでいることが強く認識された。新幹線では車内の気密を保つため、ドアを内側から車体に押さえつける「気密押さえ装置」がある。これは、100系以降の車両では発車後に速度が上がってから稼働するのに対し、該当車両の0系は当時、ドアが閉まると直ちに気密押さえ装置が働く構造であった。そのため、死亡した高校生の指は引き抜くことができない強さで挟み込まれていた。
3.5mm以上の異物を挟んだ場合には戸閉め知らせ灯が点灯しない構造であったが、指がドアの縁に張られた厚さ7mmのゴムに食い込んだために3.5mm以下になったか、指先がドアと車体の間に挟まれたために感知されず、そのまま点灯したものと推定された。

## 事故後の対策
この事故を教訓に、0系を含め全車両の戸閉め装置の改造が行われ、戸閉め力が30kgfから13kgfへ落とされたほか、気密押さえ装置が動作する速度も車種により0 - 5km/hから15 - 30km/hに引き上げられた。また、ホームに従来からあった列車非常停止警報装置を業務専用から一般旅客も取り扱うことのできるボタンへ切り換えること、また三島駅を含む新幹線の駅で安全柵やホームドアを設置すること、駅構内の監視カメラを増設すること等の対策がされた。

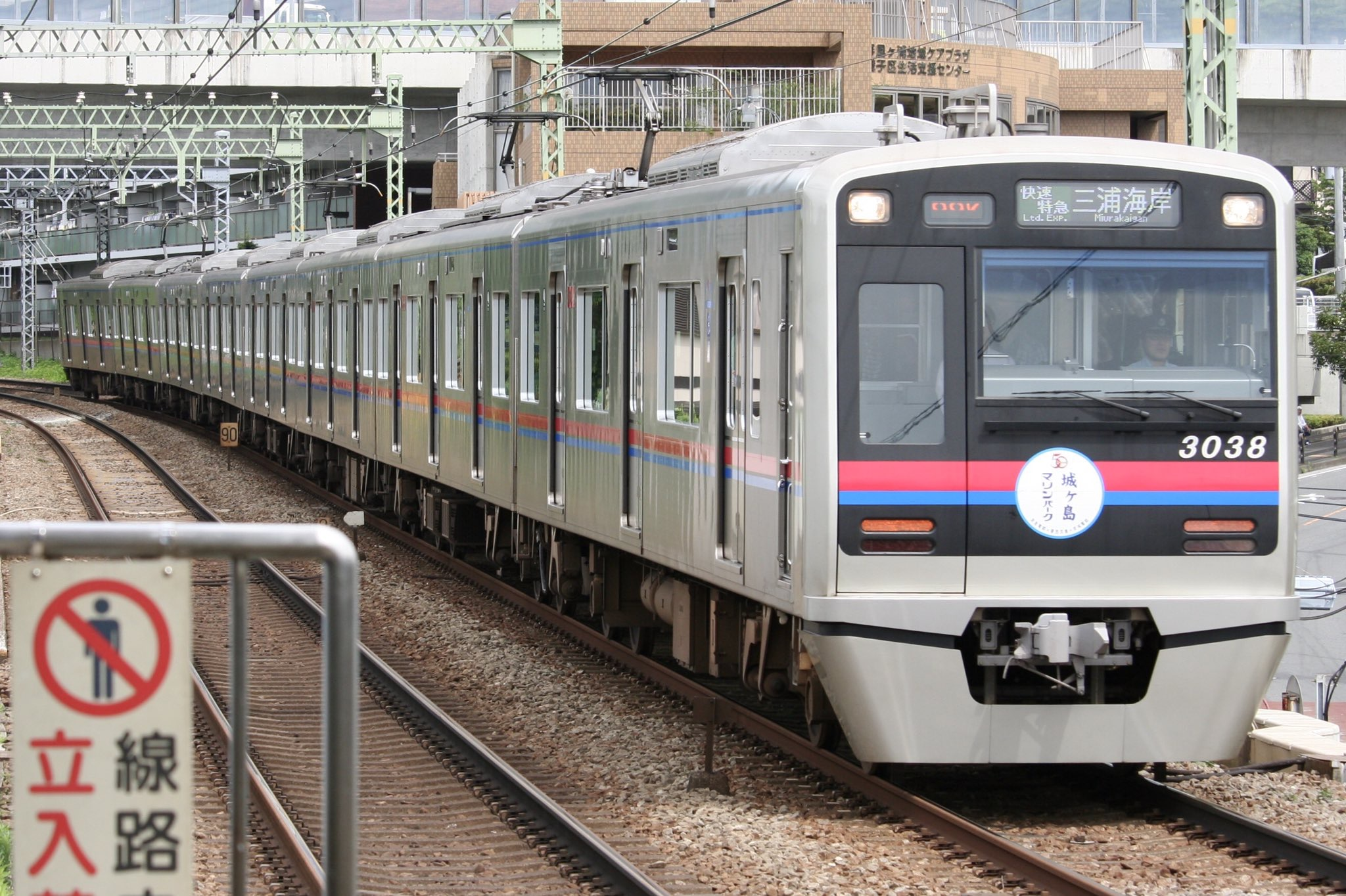
改良型開閉装置を装備する京成電鉄新3000形電車
（京浜急行電鉄・屏風浦駅）

本件以前からなされていた駆け込み乗車防止の啓発に加えて、短い停車時間中にホーム上に降りないようにという案内が促進された。さらに、新幹線以外でも戸閉め直後の押さえ圧力を弱める開閉装置を装備した車両が新造されている（主なものにJR東海313系、京成新3000形等）。

## 事故に関する裁判
業務上過失致死容疑で車掌長とホーム上で列車監視を担当していた輸送主任が静岡地方検察庁沼津支部に書類送検された。車掌長は不起訴処分になったが、輸送主任は安全確認を怠り、被害者の発見が遅れた過失があるとして三島簡易裁判所に1998年7月17日に略式起訴され、同月21日に罰金50万円の略式命令が下された。
被害者遺族から出されたJR東海の社長と同新幹線鉄道事業本部長に対する刑事告訴については、「ホームの係員の過失と被害者の駆け込み乗車という個別的偶発的状況が重なったことによる事故」であるとし、経営者および管理者の刑事責任は問えないとして不起訴処分となった。
一方、遺族がJR東海を相手取って損害賠償を求めた民事訴訟は、2001年3月7日に静岡地方裁判所沼津支部が「鉄道会社は事故発生の危険予知が可能であったにもかかわらず怠った過失があった」と認定した上で、男子高校生も「閉まりかかった扉に手をかけた点に、旅客として要求される注意義務を欠いていた」として、過失割合を会社6割：旅客4割としてJR東海に4,868万円の支払いを命ずる判決を出した。原告と被告の双方が控訴したが、東京高等裁判所で2001年11月26日に和解が成立した。